# James Webster Sherwood
James Webster Sherwood III (geboren am 18. Mai 1936 in Hollywood, Kalifornien; gestorben am 26. Dezember 2014 in Scottsdale, Arizona) war ein US-amerikanischer Schriftsteller.

## Leben
Sherwood entstammt einer wohlhabenden Familie. Sein Großvater war einer der Mitbegründer von General Mills und von Western Airlines und seine Onkel war der Erfinder der Wheaties, einer beliebten Frühstücksflockenmarke, bekannt als The Breakfast of Champions.
Sherwood wuchs in Glacier Park in Montana auf, besuchte die Privatschule Choate in Connecticut und studierte an der University of Chicago. 1959 veröffentlichte er einen ersten Gedichtband und ging 1961 nach Frankreich, wo bei dem sowohl für Veröffentlichungen avantgardistischer wie auch erotischer Literatur bekanntem Verlag Olympia Press 1962 sein Debütroman Stradella erschien. 1989 gründete er einen eigenen Verlag, Opus Books.
2010 veröffentlichte er Going to the sun, eine Geschichte seiner Familie und von deren Leben in Sherwood Lodge am Ufer des Lake McDonald im Glacier Park.
Sherwood war verheiratet und hatte mit seiner Frau Karyn sechs Kinder. Er starb am 2. Weihnachtstag 2014 im Alter von 78 Jahren.

## Bibliografie
- 8 little ideas seeking 1 thought. Neighborhood Press, Beverly Hills, CA 1959
- 101 sonnets of sex, God, the circus and love. Neighborhood Press, Beverly Hills, CA 1959
- Stradella. The Traveller’s Companion No. 89. Olympia Press, Paris 1962.
  - UK-Ausgabe: Stradella. The Olympia Press traveller's companion series No. 101. New English Library, London 1966.
  - US-Ausgabe: Revised Edition. Grove Press, New York, [1967].
- Some sonnets of flame & flower. Opus Books, New York 1998.
- Will grow under beeches. Fork in the Road Press, Tuscaloosa, Alabama 1999.
- Shakespeare's ghost : An historical mystery novel. Opus Books, New York, 2002.
- Going to the sun : A remembrance of life in Glacier Park. Opus Books, Plandome, N.Y., 2010.